# Karl Böhm
 Der er for få eller ingen kildehenvisninger i denne artikel, hvilket er et problem. Du kan hjælpe ved at angive troværdige kilder til de påstande, som fremføres i artiklen.

Karl Böhm (født 28. august 1894 Graz, død 14. august 1981 Salzburg) var en østrigsk dirigent, der særlig er blevet kendt som en fremragende fortolker af værker af Mozart, Wagner og Richard Strauss.
Han var ansat som operadirigent ved Hamburg-operaen i 1931-34 og oplevede i årene 1934-42 en glansperiode som leder af operaen i Dresden, hvor han uropførte adskillige værker af vennen Richard Strauss, bl.a. operaen Daphne (1938).
Mindeværdig er hans opførelser af Wagners opera Tristan og Isolde ved Festspillene i Bayreuth i 1962-70.
Han indspillede alle sine favoritværker på grammofon, bl.a. tre versioner af Mozarts Così fan tutte, og i sin direktion afstod han fra alt romantisk føleri og dyrkede en klar, direkte og energisk stil. Hans særegne klangbehandling og dynamiske bevidsthed gjorde ham til en af det 20. århundredes største dirigenter.